# Speyum Indian Reserve 3
Speyum Indian Reserve 3 är ett reservat i Kanada.   Det ligger i provinsen British Columbia, i den södra delen av landet, 3 400 km väster om huvudstaden Ottawa.
I omgivningarna runt Speyum Indian Reserve 3 växer i huvudsak barrskog. Runt Speyum Indian Reserve 3 är det mycket glesbefolkat, med 4 invånare per kvadratkilometer.